# La Vall d'Ariet
La Vall d'Ariet és un nucli disseminat, actualment despoblat, del terme municipal d'Artesa de Segre (Noguera). Està situat al nord del terme, al vessant oriental de la serra de Sant Mamet, a la dreta de la riera de Clua de Meià.
Fou municipi independent fins a mitjan segle xix quan s'integrà a Baldomar. i posteriorment, l'any 1926, Baldomar i els seus agregats (Vernet, Clua i la Vall d'Ariet) van ser annexionats al municipi d'Artesa de Segre.
Hi destaca les restes del Castell de la Vall d'Ariet, que pertanyia a la nissaga dels Meià, i l'església romànica de Sant Bartomeu.